# Partition héraldique
Pour les articles homonymes, voir Partition.
En héraldique, on appelle partition la division régulière en plusieurs zones géométriques d'un écu, d’un champ, d’une charge ou d’un des éléments d’une partition précédente, ce qui constitue une re-partition.
Les zones définies, les écarts ou quartiers, sont situées sur une même couche (elles sont réputées côte à côte, contrairement à une chargeure, ou charge, qui est réputée posée sur).
On peut distinguer deux grands types de partitions, celles correspondant à des armes composées, et celles correspondant à des partitions géométriques. Ces partitions de base peuvent se combiner à l’infini, chaque quartier pouvant lui-même être l'objet d'une re-partition.

## Généralités

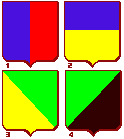
Les quatre partitions de base : 1, parti ; 2, coupé ; 3, tranché et 4, taillé.

L'écu peut être divisé en plusieurs parties égales, selon des lignes simples. Les quatre partitions de base sont :
1. le parti
2. le coupé
3. le tranché
4. le taillé

L'origine en serait la marque des coups reçus sur le bouclier lors des combats (ces quatre partitions de bases sont appelées les quatre coups guerriers, bien que ces noms ne correspondent pas au vocabulaire de l'escrime médiévale).
Partant de ces traits simples, l'écartelé combine le parti et le coupé, tandis que l'écartelé en sautoir combine le tranché et le taillé.
Par ailleurs, une partition peut être répétée, conduisant à un rebattement, ou à certaines des pièces honorables comme le pal (délimité par deux traits de parti), la fasce (deux coupés), la bande (deux tranchés) et la barre (deux taillés).

## Les partitions des armes composées
Pour un article plus général, voir Armes composées.
Les armes composées se comprennent mieux comme une réunion de plusieurs écus en un seul. Dans des armes composées, la table d'attente est divisée suivant une partition héraldique, mais ensuite, chaque élément de cette partition se comporte comme un écu à part entière (et donc peut être partitionné à son tour).
Dans la majorité des cas, ces partitions suivent les quatre coups guerriers, mais ce n'est pas une règle absolue. Une partition peut plus rarement être faite suivant les différentes formes des pièces, notamment lorsqu'il ne s'agit que de décrire un blason complexe, et non l'assemblage d'armes définies par ailleurs.
Les différentes zones d'une partition sont dénommées quartiers, quel que soit leur nombre. Ces quartiers peuvent généralement être indiqués dans le blasonnement uniquement par sous-entendu, ou de manière équivalente peuvent être explicités (au premier, au deuxième, etc.), le terme explicité quartier, quand il est exprimé, étant réservé aux quatre vrais quartiers de l'écu correspondant à l'écartelé ou à ses multiples issus des divisions similaires par parti et coupé.

## Les partitions géométriques

Parti d'argent et de gueules, qui est d'Halberstadt.

Dans la majorité des cas, les partitions géométriques correspondent à une division du champ en deux zones, l'une étant remplie d'une manière et l'autre d'une autre.
Le plus fréquemment, ces champs sont plains, et la partition s'énonce simplement sur le modèle de « parti, [au premier] de […], [au second] de […] ». On aura ainsi un blasonnement parti, au premier d'argent, au second de gueules ou, de manière équivalente, parti d'argent et de gueules, qui est d'Halberstadt.
Mais ces mêmes partitions sont utilisées pour construire des armes composées.

## Cas particulier de l'écartelé
L'écartelé peut être initialement, et au sens premier, une partition géométrique divisant le champ en deux parties dédoublées, elles-mêmes représentées par deux quartiers homologues, ce qui se blasonne directement comme dans : écartelé de gueules et d'argent.
Dans cette acception, l'écartelé n'appelle que deux descriptions, l'une applicable au premier et dernier quartier, 1 et 4, l'autre en 2 et 3. De ce fait, un écartelé, de A et de B signifie que la description A s'applique aux quartiers 1 et 4, alors que la description B s'applique en 2 et 3.
Mais par extension, l'écartelé est souvent la formule retenue pour des armes composées, et dans ce cas l'écartelé prend le sens de parti de un et coupé de un, et est utilisé dans ce sens pour les armes composées. Dans ce sens particulier, il devient nécessaire de préciser les différents quartiers (au premier… ; au second…) parce que l'écartelé ne suit plus sa description primitive, mais relève d'un cas dérivé. Dans ce cas dérivé, les quatre cantons qui en résultent sont au contraire décrits un par un, suivant la formule au premier… ; au deuxième… ; au troisième… ; au quatrième…

## Vocabulaire des partitions géométriques
| | Chapé |
| Partition du champ divisé par 2 lignes obliques partant du milieu du chef et terminant en bas des flancs dextre et sénestre, le 1 étant entre ces obliques. C'est le contraire de chaussé. Chapé d'argent et d'azur. |       |

| | Chaussé |
| Partition du champ divisé par 2 lignes obliques partant des angles dextre et sénestre du chef et terminant en pointe, le 1 étant entre ces obliques. C'est le contraire de chapé. Chaussé d'argent et d'azur. |         |

| | Contre-écartelé |
| Partition en écartelé d'un quartier quand l'écu est lui-même écartelé. Écartelé : au 1 et 4 contre-écartelé d'azur et d'argent ; au 2 et 3 d'azur plain. |                 |

|                                                                         | Coupé |
| Partition horizontale en deux parties égales. Coupé d'argent et d'azur. |       |

|                                                                      | Coupé mi-parti                                                                   |
| Coupé mi-parti en chef. Coupé mi-parti d'azur, de sable et d'argent. |                                                                                  |
|                                                                      | Coupé mi-parti en pointe. Coupé mi-parti en pointe d'argent, d'azur et de sable. |

| | Écartelé |
| Partition d'un écu par le coupé et le parti. L'écartelé est très fréquent dans les armes composées. Écartelé d'azur et d'argent. |          |

| | Écartelé en sautoir |
| Partition d'un écu par le taillé et le tranché (utilisé plus rarement dans les armes composées). Ecartelé en sautoir d'argent et d'azur. |                     |

| | Échiqueté |
| Division du blason en un grand nombre de carreaux de même taille issus de l'utilisation de traits en pal et en coupé. Les carreaux sont généralement composés d'un métal et d'un émail alterné sur chaque tire. On commence le blasonnement par la couleur du premier carreau dextre du chef. Quand le nombre de carreaux est de 9 (ou plus rarement 16) on le dit équipollé et non échiqueté. On parle donc d'échiqueté dès qu'on dépasse les 16 carreaux (3 traits en pal, 3 traits en coupé). Le nombre classique de carreaux est de trente-six (5 traits en pal, 5 traits en coupé). On blasonne le nombre de pièces utilisées quand il est différent de 36. Échiqueté d'azur et d'argent. |           |

| | Émanché                                                                                          |
| Division en deux quartiers égaux par un trait formant des angles entrant et sortant créant ainsi une ligne brisée nommée d'après la division correspondante : parti émanché, coupé émanché, taillé émanché, tranché émanché. Le chef peut également être dit émanché. Pour éviter les confusions, il est préférable d'indiquer le nombre de pièces utilisées quand on blasonne. |                                                                                                  |
| | Parti émanché de quatre plus une demie pièces d’argent et d’une demie plus quatre pièces d'azur. |
| | Coupé émanché d'argent et d'azur de deux pièces.                                                 |
| | Taillé émanché d'argent et d'azur.                                                               |
| | Tranché émanché d'azur et d'argent.                                                              |

| | Embrassé |
| Se dit d'un blason ayant le coupé en chevron couché. Il faut indiquer en blasonnant s'il est à dextre ou à sénestre. C'est une division assez rare. D'argent embrassé à senestre d'azur. |          |

| | Équipollé |
| Carrés égaux que donne la réunion du tiercé en pal et du tiercé en fasce. Se dit parfois de l'écu lui-même ainsi divisé. Équipollé d'azur et d'argent. On commence par énoncer la couleur du point dextre du chef. Pour éviter toute ambiguïté, on peut préciser pour le même blason : cinq points d'azur équipollés à quatre points d'argent. On trouve, bien que rarement, des équipolés de 16 points, qui se blasonnent alors Équipollé d'azur et d'argent de 16 points ou Huit points d'azur équipollés à huit points d'argent. Au delà, l'équipolé devient un échiqueté. |           |

| | Gironné                                     |
| Écu alterné, divisé par les quatre traits de partition simple en huit parties triangulaires ayant un sommet commun au centre du blason. Les angles au centre sont toujours égaux dans le gironné (du moins théoriquement, en supposant l'écu carré). Quand le nombre de divisions est différent de huit, on doit le préciser. Le gironné de six pièces se nomme mal gironné (ou maugironné). De même que le gironné de 10 pièces, il peut être indifféremment à symétrie verticale ou horizontale (Si necessaire on peut préciser: selon le parti ou selon le coupé).. Pour blasonner un gironné, on respecte la règle générale de priorité des énoncés : chef avant pointe, puis dextre avant senestre. |                                             |
| | Gironné d'argent et d'azur.                 |
| | Gironné d'argent et d'azur de douze pièces. |

|                                                                        | Parti |
| Partition verticale en deux quartiers égaux. Parti d'azur et d'argent. | |
|                                                                        | Mi-parti voir Armes composées#Mi-parti Par exemple, Louis le Hutin et ses successeurs jusqu'à la séparation des royaumes de France et de Navarre portaient mi-parti d'azur semé de fleurs de lys d'or (qui est de France) et de gueules à l'escarboucle fermée et pommetée d'or allumée en cœur de sinople (qui est de Navarre). |

| | Taillé |
| Partition par la diagonale chef-senestre à pointe-dextre (symétrique de tranché). Taillé d'argent et d'azur. |        |

| | Tiercé                                                     |
| Division en trois quartiers égaux par deux traits parallèles, nommée d'après la pièce honorable correspondante : tiercé en pal, tiercé en bande, tiercé en fasce, tiercé en barre. Par extension, on trouve les tiercés en pairle ou en chevron. |                                                            |
| | Tiercé en pal d'azur, de sable et d'argent.                |
| | Tiercé en bande d'argent, de sable et d'azur.              |
| | Tiercé en fasce d'azur, de sable et d'argent.              |
| | Tiercé en barre d'azur, de sable et d'argent.              |
| | Tiercé en pairle de sable, d'azur et d'argent.             |
| | Tiercé en pairle renversé d'azur, d'argent et de sable.    |
| | Tiercé en chevron d'azur, de sable et d'argent.            |
| | Tiercé en chevron renversé de gueules, d'argent et d'azur. |

| | Tranché |
| Partition par la diagonale chef-dextre à pointe-senestre (symétrique de taillé). Tranché d'argent et d'azur. |         |